# John Henry Leech
John Henry Leech (5 december 1862 - 29 december 1900) was een Engels entomoloog die gespecialiseerd was in vlinders en kevers. 

## Levensloop
Hij was de oudste zoon van John Leech, uit Gorse Hall, Dukinfield, Cheshire en Eliza Leech uit Londen (Kensington Palace Gardens). Nadat hij zijn voorbereidende opleiding had voltooid, ging hij studeren aan het Eton College en aan de Universiteit van Cambridge (Trinity Hall). Leech heeft zijn gehele leven aan de entomologie gewijd. Hij begon al tijdens zijn jeugd vlinders en kevers te verzamelen. Ondanks dat hij tijdens een schietincident in zijn studententijd zijn hand verloor, kon hij goed insecten vangen. Hij reisde veel. Zijn eerste reis was in 1884 naar het Amazoneregenwoud, maar de door hem verzamelde vlinders heeft hij niet meegenomen. In 1885 reisde hij naar de Canarische Eilanden, Marokko en Madeira. Vervolgens reisde hij in 1886 vrijwel het hele jaar door China, Korea en Japan om vlinders te verzamelen. Zijn laatste verre reis was in 1887 samen met Lionel de Nicéville naar de Baltistan-gletsjers in Kasjmir, waar veel vlinders werden verzameld. Gedurende zijn reizen legde hij, ook met behulp van anderen een enorme verzameling van insecten aan. Het grootste deel van deze collectie werkte hij in de laatste jaren van zijn leven uit samen met Richard South.
Gedurende de laatste twee jaar van zijn leven had Leech last van astma en bronchitis en later bleek een long te zijn aangetast. Leech dacht dat het niet ernstig was totdat hij op 28 december 1900 plotseling ernstig ziek werd. Hij overleed de volgende ochtend op 29 december, op 38-jarige leeftijd in zijn woning, Hurdcott House, bij Salisbury. Leech was getrouwd en had twee kinderen.
In 1884 werd Leech verkozen tot fellow van de Linnean Society en in 1887 van de Entomological Society of London. Hij was ook lid van de Société entomologique de France (1888), van de Entomologischen Verein zu Berlin (1889) en van de Gesellschaft Iris zu Dresden (1890). Zijn collecties uit China, Japan en Kasjmir bevinden zich in het Natural History Museum, Londen. De collecties bevatten ook insecten uit Marokko, de Canarische Eilanden en Madeira.

## Enkele publicaties
- 1886. British pyralides including the pterophoridae, een geïllustreerd boekwerk over de Britse snuitmotten (Pyralidae) en vedermotten (Pterophoridae).
- 1892-1894. Butterflies from China, Japan, and Corea, Part I, II, III, een driedelig standaardwerk over de vlinders van China, Japan en Korea.
- 1897. On Lepidoptera Heterocera from China, Japan, and Corea (Epicopiidae, Uraniidae, Epiplemidae en Geometridae)

## Soorten vernoemd naar Leech
- Enyalius leechii (een hagedissoort).

- Biblioteca Nacional de España: XX5573561
- International Standard Name Identifier: 0000 0003 6087 1863
- Library of Congress Control Number: no2016149956
- Bibliotheek van het Japanse parlement: 00743599
- Nederlandse Thesaurus van Auteursnamen: 159303710
- Virtual International Authority File: 258192819
- WorldCat: E39PBJm99gkbkGrfyFgpTgdPcP